# 2½D
2½D oder 2,5D (englisch 2.5D) ist eine Abkürzung in technischen Fachbegriffen für die Eigenschaft, mit deutlichen Einschränkungen räumlich zu erscheinen oder drei Dimensionen zu besitzen.

## Beispiele

### Computerspiele und Navigationssoftware auf Geräten mit begrenzter Rechenleistung
Die Bezeichnung 2½D-Ansicht bezieht sich auf die eingeschränkt räumliche Darstellung von Objekten und Bewegungen am Computer mit Hilfe von Datenmodellen, die nur die zweidimensionale (2D) Ebene vollständig erfassen. Sie haben nur wenig oder gar keine Daten zu einer dritten Dimension im Raum. 
Die dafür benötigte Rechenleistung ist deutlich niedriger als bei der Berechnung einer detailgetreuen räumlichen Darstellung. Diese Methode ermöglicht deshalb eine eingeschränkt dreidimensionale Ansicht kombiniert mit akzeptablen Reaktionszeiten auf Geräten mit begrenzter Rechenleistung.
- Assassin’s Creed Chronicles ist ein 2,5D Spiel
- OsmAnd unterstützt in den Einstellungen eine 2,5D Ansicht
- Level of Detail definiert LOD 0: Regionalmodell, 2,5-D-Geländemodell mit Luftbildtextur

### 2½D-CAD
Um mittels CAD ein räumliches Gebilde zu erstellen, wird häufig ein Drahtgittermodell erzeugt, bei dem die Linien oder Kanten des Körpers als Draht dargestellt werden.
Bei einer schrägen Betrachtung können jedoch die vorderen Kanten nur schwer von den hinteren Kanten unterschieden werden. Aus diesem Grund verfügen 2½D-CAD-Systeme über die Möglichkeit, verdeckte Kanten auszublenden. Eine weitere Möglichkeit beim 2½D-CAD besteht darin, Objekten eine Höhe zuzuordnen, wodurch beispielsweise ein Kreis zu einem Zylinder wird.
Heute gelten CAD-Systeme, die lediglich eine Modellierung in 2½D ermöglichen, als überholt.

### Geoinformationssysteme
Hier spricht man von zweieinhalbdimensional, wenn die dritte Dimension nicht vollwertig bezogen auf die 2D-Lageinformation gespeichert ist. Vielmehr ist die dritte Dimension lediglich als Attribut der zweidimensional modellierten Objekte verfügbar. Der Begriff wird bei Land- bzw. Geoinformationssystemen verwendet.
Beispielsweise wird bei digitalen Höhenmodellen in der Regel die Geländehöhe als Funktion der Lage modelliert. Zu jeder 2D-Lagekoordinate existiert im Modell nur ein Höhenwert. Senkrechte Wände, Überhänge, Hohlräume, Tunnel und Brücken lassen sich in einem solchen Modell nicht integrieren, da dort in der Realität Punkte verschiedener Höhe übereinanderliegen. Um auszudrücken, dass trotz 3D-Modell (es wird Lage und Höhe modelliert) nicht alle 3D-Formen modellierbar sind, wird die Bezeichnung 3D durch die Verwendung 2,5D abgeschwächt.